# Lube
Lube fou una marca de motocicletes fabricades a Barakaldo. L'empresa, Luis Bejarano S.A., es fundà el 1947 i desaparegué el 1967.

## Història
El 1947 l'enginyer Luis Bejarano Murga va fundar l'empresa Luis Bejarano S.A. (més tard, Lube-Nsu) a Lutxana, Barakaldo. Bejarano havia estat, durant més de trenta anys, enginyer de la firma constructora de motocicletes anglesa Douglas de Bristol. Aquesta experiència fou crucial per crear la seva pròpia firma. Lube va acordar amb Douglas el subministrament d'acer, però l'acord no va fructificar degut a l'entrada en fallida de la fàbrica anglesa. El 1946 dissenyà una moto a la qual denomina LBM (seguint les inicials del seu fundador, Luis Bejarano Murga), posteriorment hi fou introduint millores fins a començar la sèrie "A-99". Al seu millor moment, l'empresa construïa prop de 1.000 unitats per any, arribant a considerar-se com la "moto del poble"
Finalitzada la Segona Guerra Mundial, l'any 1952 Luis Bejarano arribà a un acord amb la companyia alemanya NSU Motorenwerke AG (actualment Audi) per incorporar peces de tecnologia alemanya als seus models. El febrer de 1960, un cop finalitzat l'acord amb NSU, va presentar el model Lube Renn amb motors de dos temps en cilindrades de 125cc i 150cc, canvi de 4 velocitats i roda del darrere carenada. Aquest model equipava també una forquilla inspirada en les NSU de l'època, encara que suprimint la part de l'hidràulic intern, el que comprometia el seu funcionament amortidor. Els models Renn TR, Renn Le Mans i Renn Condor 175 sí que disposaven d'un hidràulic exterior per ajudar a l'amortiment.
El mateix any 1960 es produïren 3.500 unitats dels models Renn 125, Renn 150 i Renn TR, passant-se a fabricar a partir del mes de juliol els nous models Le Mans, Condor i Izaro, amb preus de fàbrica (sense impostos) de 23.000, 24.000 i 20.500 pessetes.
El 1967 l'empresa finalitza la seva producció degut a la crisi del sector al llarg de la dècada de 1970.